# 中沢けい
中沢 けい（なかざわ けい、1959年10月6日 - ）は、日本の小説家、法政大学文学部日本文学科教授。本名、本田恵美子。埼玉県和光市在住。

## 来歴
1959年10月6日の神奈川県横浜市生まれ。実家は横浜市金沢区平潟湾の海岸に接した船宿で、6人兄弟の2番目の子供で長女であった。1970年に父親が40代で亡くなった。千葉県立安房高等学校へ進学し、1977年の18歳の時に小説を書くようになった。
1978年4月に明治大学政治経済学部政治学科に入学し、同年「海を感じる時」で第21回群像新人文学賞を受賞した。1983年3月6日明治大政治経済学部政治学科卒業（政治学士）。
21歳で出版社社員と結婚。後に二児を産んだが離婚し、シングルマザーとなった。
1985年には『水平線上にて』で第7回野間文芸新人賞を受賞した。同年に母親も40代で亡くなった。　
2005年4月1日、法政大学文学部日本文学科教授に就任。

## 人物
- 2016年7月の参議院議員選挙で日本共産党支持を表明し、盛田隆二と共に「熱烈応援」と投稿し、日本共産党候補への飛び入り応援スピーチもしている[5]
- 2016年7月末の東京都知事選挙では、野党共闘の統一候補として立候補した鳥越俊太郎への支持を表明していたが、鳥越が落選した後の8月13日にはTwitterで「こんなアホダラ候補でも『野党共闘が大事』でがんばれば130万票とれたってこと。良い候補が見つかれば300万票超えも夢ではありません。」と鳥越を揶揄した[6]。
- 2020年5月、松本人志が新型コロナウイルスの感染拡大の影響で生活苦となっている芸人の救済として、1人上限100万円を無利子で貸し付けると表明したこと[7]に対し、「嫌な男だな。利子はつけないって言っているけど、お金を借りたら、ああだ、こうだと指図されて、いいように使われそう。ヤンキーのままや」と批判した[8]。

## 著書
- 『海を感じる時』講談社　1978、のち文庫、文芸文庫 ＊2014年12月に映画化[9]
- 『女ともだち』河出書房新社 1981 のち文庫、講談社文芸文庫
- 『野ぶどうを摘む』講談社　1981、のち文庫
- 『風のことば海の記憶』冬樹社 1983 のち中公文庫
- 『ひとりでいるよ一羽の鳥が』講談社 1983 のち文庫
- 『水平線上にて』講談社 1985 のち文芸文庫（海を感じる時との合冊）
- 『往きがけの空』河出書房新社 1986
- 『静謐の日』福武書店 1986
- 『曇り日を』福武書店 1988
- 『喫水』集英社 1988　のち文庫
- 『遊覧街道』リクルート出版 1989
- 『首都圏』集英社 1991 のち文庫
- 『男の背中』日本文芸社 1993
- 『仮寝』講談社 1993
- 『楽譜帳 女ともだちそれから』集英社 1994　のち文庫
- 『親、まあ』河出書房新社 1994
- 『夜程』日本文芸社 1995
- 『豆畑の夜』講談社 1995
- 『占術家入門報告』朝日新聞社 1996
- 『さくらささくれ』講談社 1999
- 『豆畑の昼』講談社 1999
- 『時の装飾法』青土社 2000
- 『楽隊のうさぎ』新潮社 2000 のち文庫
- 『人生の細部』青土社 2001
- 『月の桂』集英社　2001
- 『うさぎとトランペット』新潮社 2004 のち文庫
- 『豊海と育海の物語』集英社文庫 2006（文庫オリジナル編集）
- 『大人になるヒント』メディアパル 2008
- 『書評　時評　本の話』河出書房新社　2011
- 『動物園の王子』新潮社、2013
- 『麹町二婆二娘孫一人』新潮社、2014
- 『アンチヘイト・ダイアローグ』（対談集）人文書院、2015年

## 出演
- デモクラTV（YouTube）
- デモクラシータイムス（YouTube）
- ポリタスTV（YouTube）